# Ґалкі (гміна Ґельнюв)
Ґалкі (пол. Gałki) — село в Польщі, у гміні Гельнюв Пшисуського повіту Мазовецького воєводства.
Населення — 184 особи (2011).
У 1975-1998 роках село належало до Радомського воєводства.

## Демографія
Демографічна структура станом на 31 березня 2011 року:
|          | Загалом | Допрацездатний вік | Працездатний вік | Постпрацездатний вік |
| -------- | ------- | ------------------ | ---------------- | -------------------- |
| Чоловіки | 97      | 28                 | 57               | 12                   |
| Жінки    | 87      | 22                 | 41               | 24                   |
| Разом    | 184     | 50                 | 98               | 36                   |